# Sophie của Phổ
Sophie của Phổ (tiếng Đức: Sophie von Preußen; tiếng Hy Lạp: Σοφία της Πρωσίας; 4 tháng 6 năm 1870 – 13 tháng 1 năm 1932) là Vương hậu Hy Lạp từ ngày 18 tháng 3 năm 1913 đến ngày 11 tháng 6 năm 1917 và một lần nữa từ ngày 19 tháng 12 năm 1920 đến ngày 27 tháng 9 năm 1922 với tư cách là vợ của Konstantinos I của Hy Lạp.
Sinh ra trong Vương tộc Hohenzollern danh giá. Sophie là con gái áp út của Friedrich III, Hoàng đế Đức và Victoria, Vương nữ Vương thất, bà tiếp nhận một nền giáo dục theo xu hướng tự do theo phong cách Anglophile. Năm 1889, bà kết hôn với Vương Thái tử Konstantinos của Hy Lạp và sinh được sáu người con, trong số đó ba người con trai bà sau này đều trở thành Quốc Vương Hy Lạp. Vào thời điểm chiến tranh bùng nổ ở Hy Lạp, bà nối gót theo chân mẹ chồng, Vương hậu Olga, tham gia sôi nổi vào các công việc từ thiện và hoạt động xã hội. Tháng 3 năm 1913, Quốc vương Georgios I của Hy Lạp bị ám sát và qua đời, chồng bà lên ngôi với vương hiệu Konstantinos I của Hy Lạp. Bà trở thành Vương hậu Hy Lạp cho đến khi Konstantinos I thoái vị vào ngày 11 tháng 6 năm 1917, trong khoảng thời gian này bà và cả gia đình phải sống lưu vong ở nước ngoài sau khi rời cảng Oropos, đây cũng là khoảnh khắc cuối cùng bà được nhìn thấy con trai thứ lúc này đã kế vị trở thành Alexandros I. Từ ngày 19 tháng 12 năm 1920 đến ngày 27 tháng 9 năm 1922, sau khi Konstantinos I được phục vị, bà một lần nữa trở thành Vương hậu cho đến khi Hy Lạp bại trận trong Chiến tranh Hy Lạp–Thổ Nhĩ Kỳ 1919–1922, Konstantinos I bị lưu đày và cả gia đình bà bị chính phủ Hy Lạp chia cách, bà dành những năm cuối đời bên cạnh gia đình và qua đời vì bệnh ung thư ở Frankfurt, Đức vào ngày 13 tháng 1 năm 1932 ở tuổi 61.

## Những ngày thơ ấu

### Thân thế

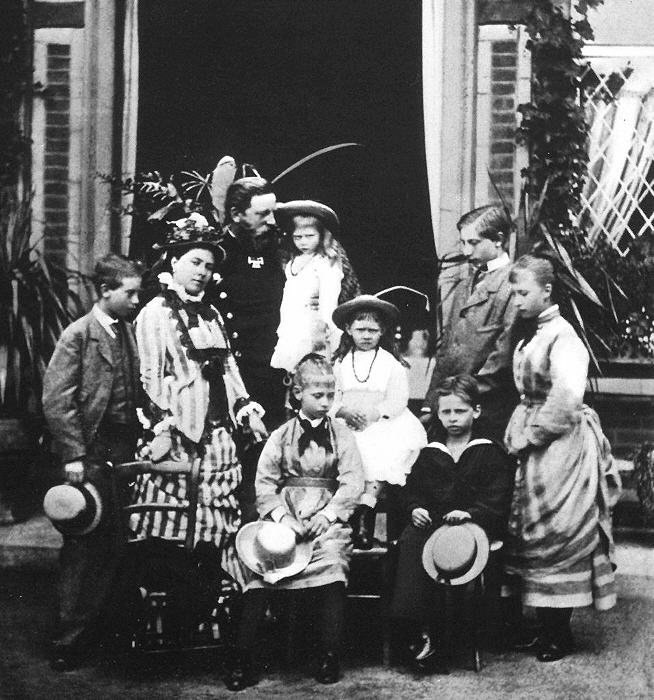
Từ trái sang: Hoàng tử Heinrich, Victoria, Vương nữ Vương thất, Friedrich III, Hoàng đế Đức, Hoàng nữ Margaret, Sophie, Thái tử Wilhelm. Hàng dưới: Hoàng nữ Viktoria và Hoàng tử Waldemar.

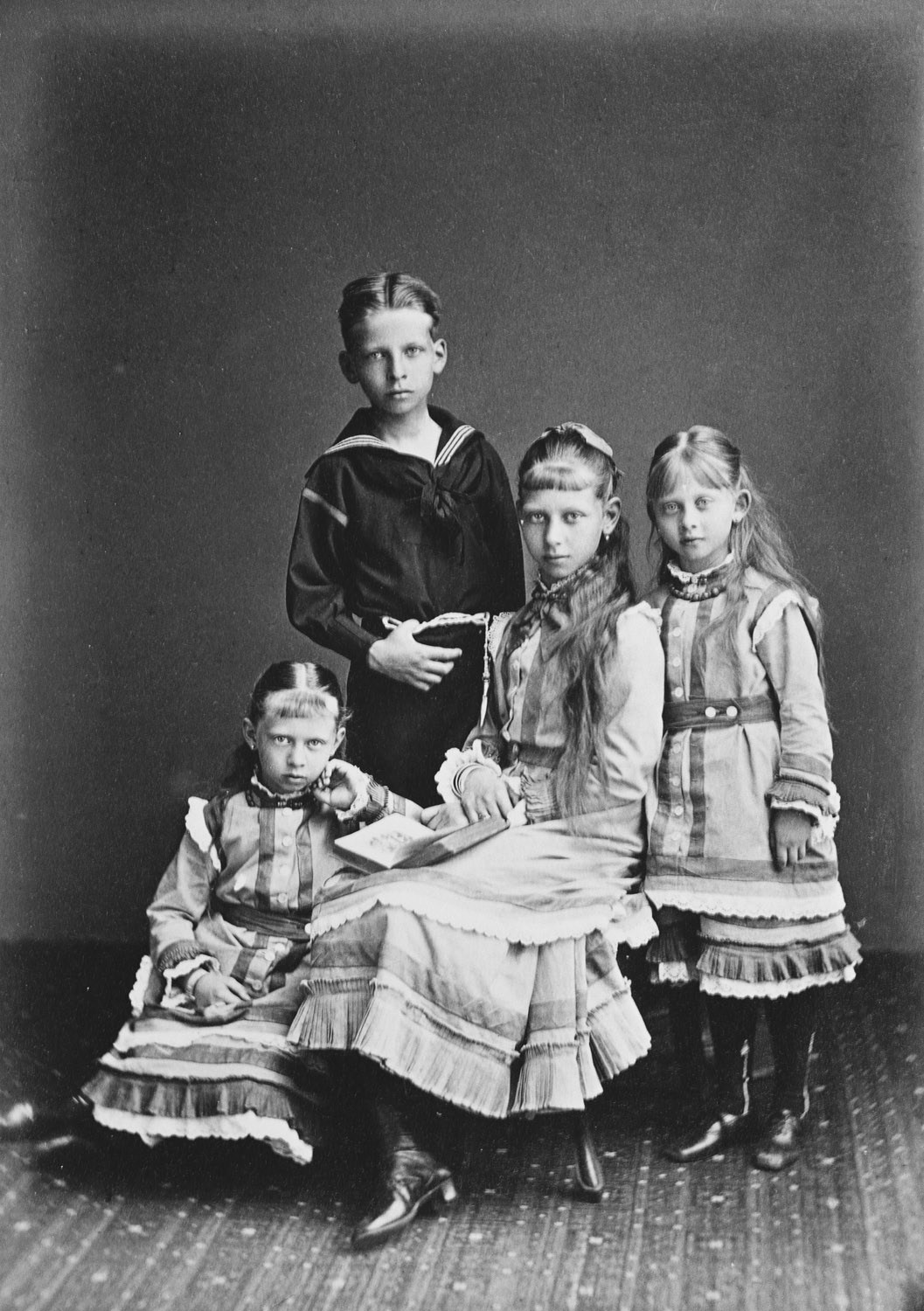
từ trái sang: Hoàng nữ Sophie, Hoàng tử Waldemar, Hoàng nữ Viktoria và Hoàng nữ Margarethe

Sophie sinh ra vào ngày 14 tháng 6 năm 1870 tại Cung điện Mới ở Potsdam, Phổ. Bà là người con thứ bảy và là con gái thứ ba của Hoàng thái tử và Hoàng thái tử phi của Phổ (sau là Hoàng đế Friedrich III và Hoàng hậu Victoria). Cha bà là con trai lớn của Hoàng đế Wilhelm I của Đức và Augusta của Sachsen-Weimar-Eisenach. Mẹ bà là Victoria, Vương nữ Vương thất, con gái lớn của Victoria của Anh cùng chồng Albrecht xứ Sachsen-Coburg và Gotha. Là con gái của Vương thái tử Phổ, Sophie mang danh hiệu Vương tôn nữ Điện hạ của Phổ từ khi chào đời. Thông qua mẹ, bà cũng là con cháu của Vương thất Anh, xét theo vai vế, Sophie là cháu ngoại của Victoria của Anh và Albrecht xứ Sachsen-Coburg và Gotha, và vua George V tương lai của Anh là em họ của bà. Sophie chào đời vào thời điểm thực sự khó khăn trong nền chính trị của Phổ, chỉ một tuần sau khi chào đời, việc kế vị ngai vàng của Tây Ban Nha đã làm tổn hại quan hệ Pháp-Phổ. Quan hệ giữa Paris và Berlin thậm chí còn trở nên tồi tệ hơn sau khi Otto von Bismarck xuất bản bản Công văn Ems nhục nhã vào ngày 13 tháng 7 năm 1870 gây xúc động mạnh ở Pháp và Đức nhằm vào tuyên chuyến với Vương quốc Phổ. Sáu ngày sau, chính phủ của Napoléon III tuyên chiến với Phổ và các bang thuộc Liên minh Đức đề nghị hỗ trợ cho Phổ. Trong hoàn cảnh khó khăn này, Sophie đã được làm lễ rửa tội vào tháng sau và tất cả những vị khách đều mặc quân phục vì là thời điểm bắt đầu Chiến tranh Pháp–Phổ. Về sau Vương nữ Victoria có miêu tả với mẹ bà rằng "Lễ Kitô diễn ra tốt đẹp, nhưng rất buồn và nghiêm trọng; khuôn mặt lo lắng và đôi mắt đẫm lệ, và sự u ám báo trước về tất cả sự khốn khổ đã phủ một đám mây lên buổi lễ...''. Bà được rửa tội tại nhà nguyện hoàng gia và Sophie Dorothea Ulrike Alice trở thành cái tên khai sinh chính thức của bà nhưng thường được gọi là [Sossy] trong nội bộ gia đình suốt khoảng thời thơ ấu.

### Tuổi thơ và giáo dục
Trước khi Friedrich III lên ngôi, ông đưa cả gia đình sống cùng nhau ở dinh thự Kronprinzenpalais ở Berlin, và Neues Palais ở Potsdam rời xa Hoàng thất Hohenzollern nhằm tránh xa sự dòm ngó của Otto von Bismarck. Mẹ bà, Vương nữ Victoria tin vào tính phổ quát của tiếng Anh, bà cùng chồng đã nuôi dạy tất cả những người con mình theo chủ nghĩa tự do trung thành, về sau Sophie cũng ảnh hưởng điều này từ mẹ, bà có một tình yêu lớn lao dành cho nước Anh cũng như tất cả những thứ gắn liền với nước Anh và thường xuyên có những chuyến đi thăm đến Anh. Bà rất thân thiết với bà ngoại, Nữ vương Victoria của Anh. Cha mẹ bà rất yêu thương nhau, thỉnh thoảng họ thường gửi Sophie cho bà ngoại chăm sóc trong cùng với các anh em một thời gian dài tại Anh.

## Vương hậu tương lai

### Cuộc gặp gỡ với Vương Thái tử Konstantinos

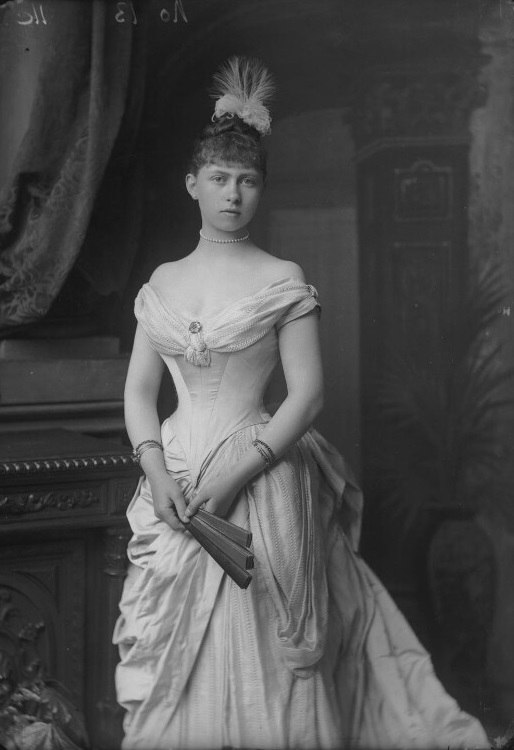
Chân dung Sophie bởi Alexander Bassano, 1887. Tác phẩm hiện tại phòng trưng bày chân dung quốc gia, London

Sau một thời gian dài ở Anh tham dự lễ đánh dấu kỷ niệm 50 năm ngày Victoria của Anh lên ngôi vào ngày 20 tháng 6 năm 1837, Sophie gặp gỡ với chồng tương lai vào mùa hè năm 1887. Và dường như, Victoria của Anh rất quan tâm đến vấn đề hôn nhân của người cháu gái này. Bà viết thư gửi con gái ở Đức rằng "Có khả năng Sophie kết hôn với Konstantinos không? Điều đó sẽ rất tốt nếu có thể như vậy ''. Mẹ của Sophie và bà ngoại của bà rất đánh giá cao người con trai trưởng của Georgios I của Hy Lạp này, họ rất hy vọng rằng Sophie sẽ có một cuộc hôn nhân thuận lợi và tốt đẹp. Bà và Konstantinos gặp nhau lần đầu tiên ở Berlin vào tang lễ của Hoàng đế Wilhelm I diễn ra tháng 3 năm 1888. Tuy nhiên, khoảng thời gian lại thêm không mấy hạnh phúc đối với gia đình của Sophie, cha bà mất vào ngày 15 tháng 6 năm 1888, anh cả bà lên ngôi trở thành Wilhelm II của Phổ và có thái độ làm tổn thương mẹ bà. Vài tháng sau đó, Sophie đính hôn vào ngày 3 tháng 9 năm 1888, tuy nhiên, Wilhelm II tỏ ra không vui và hoài nghi em gái mình và cuộc hôn nhân này một lần nữa vấp phải khó khăn khi không được hoàng gia Hy Lạp ủng hộ hoàn toàn, vì về cơ bản Vương hậu Olga, mẹ của Konstantinos, khá miễn cưỡng vì Sophie là người theo đạo Luther và Olga muốn con trai bà kết hôn với một người theo Chính thống giáo Hy Lạp. Nhưng bất chấp điều này buổi lễ vẫn diễn ra tốt đẹp tại Athens vào tháng 10 năm 1889. Về mẹ Sophie, bà đã sốc trước thái độ của con trai cả và vô cùng đau buồn khi Sophie phải chuyển đến Athens, vì thực sự Victoria (lúc này đã là Thái hậu) từ lâu là chỗ dựa tinh thần cho ba cô con gái nhỏ. Sophie và mẹ bà rất thân thiết nhau, sau khi bà chuyển đến Hy Lạp, Thái hậu Victoria đã tự an ủi mình bằng cách thường xuyên gửi một lượng lớn thư từ đến Sophie, và ước tính đã 2.000 bức thư được gửi trong khoảng năm 1889 đến 1901.

### Hôn nhân
Vào ngày 27 tháng 10 năm 1889, Sophie kết hôn với Konstantinos ở Athens, Hy Lạp theo hai nghi lễ tôn giáo, một lễ theo Chính thống giáo Hy Lạp và một lễ nghi theo Giáo hội Luther. Vì không khí tang thương chưa kết thúc hẳn ở Berlin nên hôn lễ này không quá gây khinh ngạc cho các khách mời. Những người tham dự đại diện cho nhà Sophie vào ngày hôm đó có Vương tôn Albert Victor và Vương tôn George xứ Wales (sau là George V) và nhà của Konstantinos là hai em trai, Vương tử Georgios và Nikolaos của Đan Mạch và Hy Lạp và em họ Nikolai, Thái tử Nga (sau là Nikolai II). Hôn lễ này là sự kiện quốc tế lớn đầu tiên được tổ chức ở Athens và được cử hành một cách rất trang trọng vì cả Sophie và  Konstantinos đều có quan hệ họ hàng với hầu hết các Hoàng tộc Châu âu khác, Christian IX của Đan Mạch, Wilhelm II của Phổ (cũng là của Đức) và Edward, Thân vương xứ Wales (sau là Edward VII) cũng là một trong những khách mời danh dự. Ở Pháp, người ta sợ rằng sự xuất hiện của một công chúa người Phổ ở Athens sẽ khiến Hy Lạp chuyển sang phe của Liên minh Ba nước nhưng dường như Đức không thực sự xem trọng ý tưởng này.

### Vương thái tử phi Hy Lạp

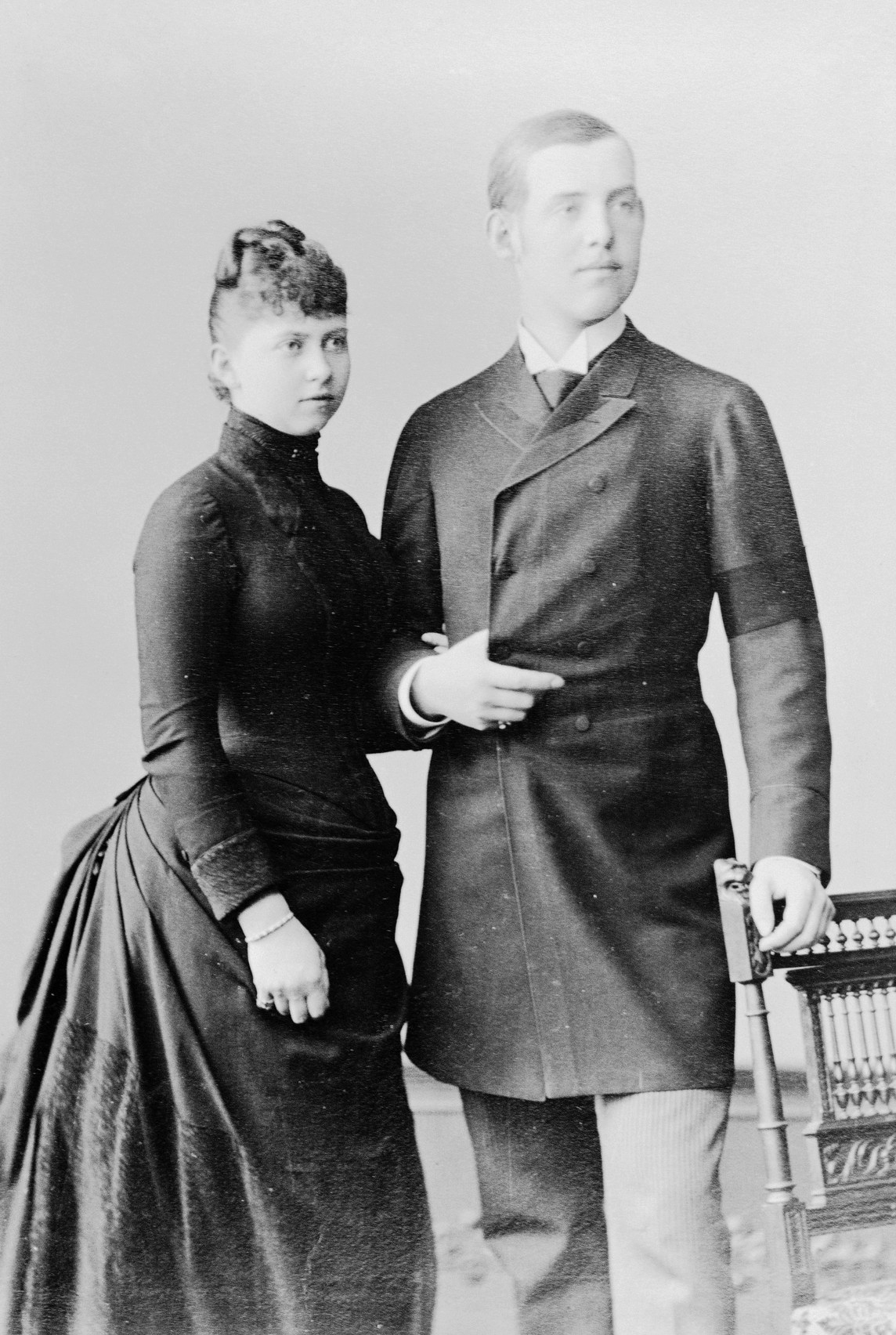
Sophie và Konstantinos

Sau khi kết hôn với Konstantinos, vì chồng bà có tước vương, nên Sophie trở thành một công nương của Vương thất Hy Lạp, hơn thế nữa Konstantinos là một Vương Thái tử Hy Lạp vì vậy tước hiệu chính thức được sử dụng của Sophie khi đó là [Sophie, Vương Thái tử phi của Hy Lạp Điện hạ] và đương nhiên Sophie vẫn là một công chúa Phổ khi bà ở Đức. Sau khi đến Athens, bà cùng chồng sống một biệt thự nhỏ kiểu Pháp nằm trên Đại lộ Kifisias, tiếp sau đó là ở Cung điện Diadochos, nằm gần Cung điện Hoàng gia. Khác với nhiều cung đình Châu Âu khác, trong cuộc sống thường trực của triều đình Hy Lạp thường đơn điệu và nhịp nhàng hơn cả, và cuộc sống của Sophie cùng chồng cũng tương đối giản dị. Mặc dù gặp khó khăn trong việc thích nghi với cuộc sống mới, nhưng bà là một học giả tuyệt vời trong việc thành hạo tiếng Hy Lạp Hiện đại. Bà sinh người con đầu lòng vào ngày 19 tháng 7 năm 1890 là Vương tử Georgios (sau là Georgios II của Hy Lạp). Một thời gian sau, Sophie quyết định cải đạo sang tín ngưỡng Chính thống giáo và được Victoria của Anh và Thái hậu Victoria đồng tình. Mặc dù tin tức về sự cải đạo của bà được hầu hết các thành viên trong gia đình Hy Lạp chào đón một cách bình tĩnh nhưng sau đó đã có một cuộc cãi vả giữa cha mẹ chồng bà, Georgios I và Vương hậu Olga, vì Olga muốn bà sẽ là người hướng dẫn Sophie trong việc chính thống giáo nhưng Georgios I lại muốn bà được Germanus II, tổng giám mục có kinh nghiệm dẫn dạy cho con dâu. Anh trai của Sophie, Wilhelm II của Phổ, rất nghiêm khắc trong các vấn đề này, năm 1890 khi có dịp trở lại Đức, bà đã thông báo cho Wilhelm II về vấn đề này và ông đã tỏ ra thất vọng, mặc dù thừa biết rằng Wilhelm II và vợ ông, Hoàng hậu Auguste Viktoria là những người rất trung thành với Giáo hội Luther, song, Sophie nhiều lần cố gắng khuyên can Augusta Viktoria cải tạo sang chính thống giáo và gây ra nhiều cuộc tranh cãi giữa hai người họ sau đó, sau này khi Augusta Viktoria hạ sinh non Vương tử Joachim, bà nói rằng Sophie là chính nguyên nhân khiến bà hạ sinh sớm hơn dự khiến, Wilhelm II đã nổi giận với em gái đến mức đe dọa rằng ông sẽ loại trừ Sophie ra khỏi Vương thất Phổ. Cuối cùng, bà cố gắng hòa giải với anh trai nhưng đã không thành công và bà bị cấm túc trong ba năm nhập cảnh vào Đức.

### Công tác xã hội ở Hy Lạp
Trong suốt cuộc đời ở Hy Lạp, Sophie tích cực tham gia công tác xã hội và giúp đỡ những người kém may mắn. Theo bước chân của Vương hậu Olga, bà đã dẫn đầu nhiều sáng kiến khác nhau trong lĩnh vực giáo dục, bếp nấu và phát triển các bệnh viện và trại trẻ mồ côi. Năm 1896, Thái hậu Victoria cũng thành lập Liên minh Phụ nữ Hy Lạp, một tổ chức đặc biệt tích cực trong lĩnh vực hỗ trợ những người tị nạn từ Đế chế Ottoman. Bà say mê bởi nghề trồng trọt và lo ngại về những trận hỏa hoạn thường xuyên tàn phá đất nước, Sophie cũng quan tâm đến việc trồng lại rừng. Ngoài ra, bà còn là một trong những người sáng lập Hiệp hội Bảo vệ Động vật Hy Lạp.
Tuy nhiên, chính trong thời chiến, bà đã trở thành hình mẫu của sự kiên cường. Năm 1897, khi Chiến tranh Hy Lạp-Thổ Nhĩ Kỳ (1897) nổ ra, Sophie và các thành viên nữ khác trong gia đình hoàng gia đã tích cực làm việc với Hội Chữ thập đỏ Hy Lạp để giúp đỡ những người lính bị thương. Ở mặt trận Thessalian, bà đã thành lập các bệnh viện dã chiến, thăm hỏi những người bị thương và thậm chí trực tiếp quản lý việc chăm sóc cho các nạn nhân của cuộc giao tranh. Sophie cũng tạo điều kiện cho các y tá người Anh đến Hy Lạp và thậm chí còn tham gia đào tạo các nữ thanh niên tình nguyện để hỗ trợ các thương binh.
Sự tham gia của Sophie và mẹ chồng trong việc hỗ trợ các nạn nhân của cuộc chiến (gốc Hy Lạp hoặc Thổ Nhĩ Kỳ) tích cực đến mức khiến các Hoàng thất châu Âu khác ngưỡng mộ. Như một phần thưởng cho công việc của họ, cả hai người họ đã được Victoria của Anh trao Chữ thập đỏ Hoàng gia vào tháng 12 năm 1897. Nhưng cuối cùng, sự giúp đỡ của bà đối với những người lính bị thương ít được đánh giá cao ở Hy Lạp, nơi người dân đổ lỗi cho hoàng gia, và đặc biệt là việc thất bại trước quân Ottoman. 

## Những năm chiến tranh

### Trong năm (1897–1901)

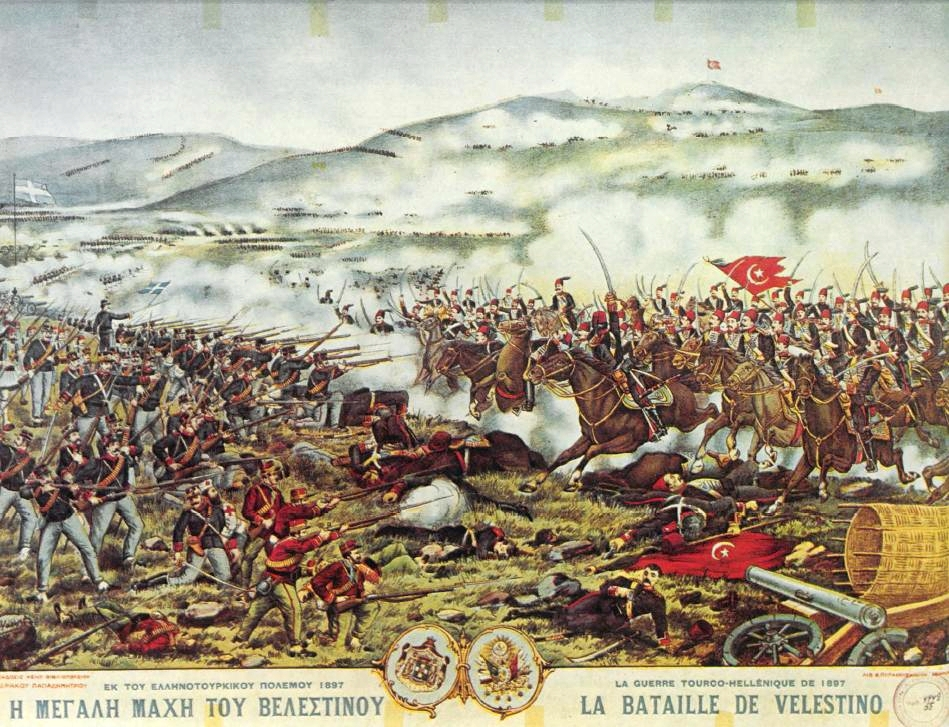
Một bức tranh miêu tả cuộc chiến ba mươi ngày, lấy bối cảnh từ Trận Velestino, 1897

Về cơ bản ở Hy Lạp, đời sống chính trị vẫn biến động trong những năm cuối thế kỷ 19 và cả suốt những năm đầu của thế kỷ 20. Từ cuộc Chiến tranh Ba mươi ngày, nó đã khai thác một bầu không khí chống chế độ quân chủ mạnh mẽ đã phát triển ở Hy Lạp và Vương thất Hy Lạp không ngừng bị chỉ trích. Vốn không có nhiều thiện trí với Hy Lạp và mối quan hệ cũng không tốt đẹp với em gái, Wilhelm II đã công khai ủng hộ Đế chế Ottoman trong cuộc xung đột giữa Hy Lạp-Ottoman và chỉ can thiệp với một loạt điều kiện bất lợi cho Hy Lạp. Là thành viên thuộc dòng dỗi của Phổ trong Vương thất Hy Lạp, Sophie không tránh khỏi bị mọi người lên án và chỉ vài tuần sau khi Hiệp ước Hòa bình giữa Hy Lạp và Đế chế Ottoman được ký kết, tình hình trở nên căng thẳng đến mức Georgios I trở thành nạn nhân của một vụ ám sát không thành công. Trong những năm 1898, Sophie cùng chồng định cư ở nước ngoài tại Kronberg và sau đó là Berlin, khoảng thời gian này để hòa giải với Sophie, Wilhelm II đã bổ nhiệm bà làm Chỉ huy danh dự của trung đoàn 3 của Lực lượng Vệ binh Hoàng gia Đức. Sophie cùng chồng trở về Hy Lạp vào năm 1899, tiếp tục công việc từ thiện như trước. Từ tháng 1 và tháng 8 cùng năm 1901, bà đón nhận sự mất mát khi Victoria của Anh và mẹ bà, Thái hậu Victoria liên tục qua đời sau đó, dù rất đau buồn nhưng chỉ 4 tháng sau đó bà hạ sinh được Vương tử Pavlos (sau là Pavlos của Hy Lạp) đã một phần làm vơi đi tâm trạng của bà.

### Chiến tranh Balkan lần thứ nhất

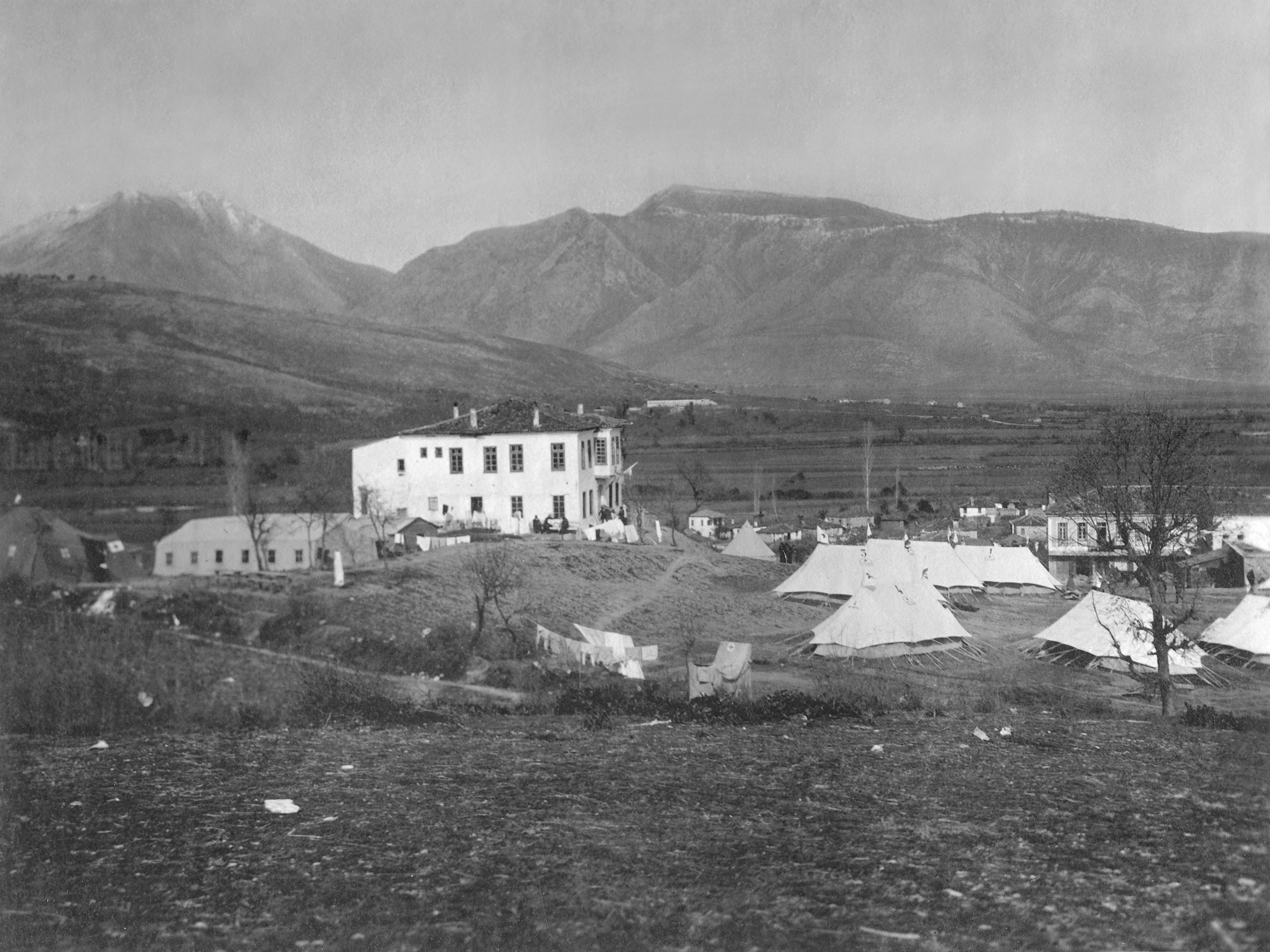
Bệnh viện được Sophie cùng Vương hậu Olga thành lập sau này còn được biết đến tên Sophie's Hospital ở Epirus

Mặc dù một Hiệp ước Hòa bình trước đó đã được ký kết bởi Hy Lạp và Đế chế Ottoman nhưng một cuộc chiến mới chống lại Đế chế Ottoman và ý tưởng Megali Idea đã nhanh chống khiến Hy Lạp cần có các đồng minh, sau khi Eleftherios Venizelos lên nắm quyền ông đã hiện đại hóa quân đội Hy Lạp với sự hỗ trợ của các sĩ quan Pháp và Anh, các tàu chiến mới cũng được điều khiển bởi Hải quân, dưới thời  Eleftherios Venizelos Hy Lạp đã ký liên minh với các nước láng giềng và tham gia thành lập Liên minh Balkan vào tháng 6 năm 1912. Thời kỳ Chiến tranh Balkan lần thứ nhất bùng nổ, những thành viên nữ trong vương thất trong đó có Sophie được giao nhiệm vụ phụ trách việc cứu trợ những binh lính bị thương và người tị nạn. Về riêng Sophie, trong một tháng bà đã thu thập được 80.000 bộ quần áo cho quân đội và tập hợp các bác sĩ, y tá và thiết bị y tế, cùng với mẹ chồng, bà cũng thành lập một bệnh viện mới ở Athens nằm gần nơi chiến sự.
Tuy nhiên, trong khoảng thời gian này bà sống ly thân với Konstantinos vì phải đối mặt với nhiều cuộc ngoại tình, ông ngoại tình với Nữ bá tước Paola von Ostheim, một nữ diễn viên sân khấu người Ý vừa ly hôn với chồng, Sophie sau đó đã nôi gương theo mẹ chồng lên án hành vi của chồng và cho đến khi Sophie sinh đứa con thứ sáu, Vương nữ Aikaterini vào ngày 4 tháng 5 năm 1913, một tin đồn dai dẳng nói rằng Konstantinos không phải là cha của đứa bé, nhưng tin đồn này dường không làm ảnh hưởng đến Konstantinos, vì có lẽ ông đã thừa nhận ra đó là con của mình. Về cơ bản, cả Sophie và Konstantinos đều cố gắng nuôi dạy các con mình trong một môi trường tốt nhất, trong cuộc sống thường trực gia đình bà thường sử dụng tiếng Anh trong giao tiếp và chuyền tình yêu của mình với nước Anh cho các con cái, Konstantinos và bà đã mời những bảo mẫu gia sư người Anh cho các con của họ và dành vài tuần mỗi năm thư giản tại các bãi biển ở Anh.

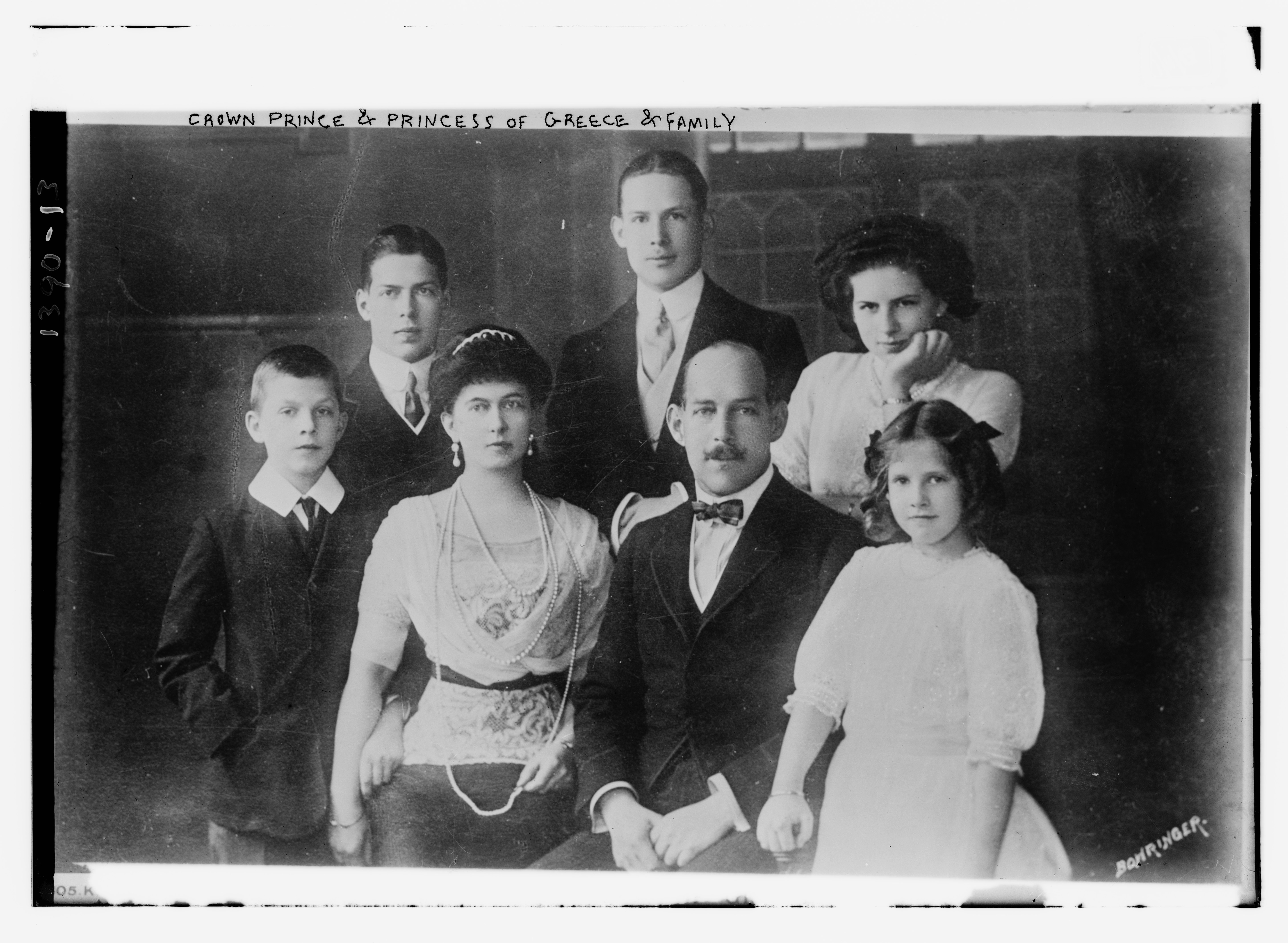
ảnh chụp gia đình Sophie (ngồi giữa), từ trái sang: Pavlos, Alexandros, Georgios, Helen, Eirini và Konstantinos, năm 1900

## Vương hậu Hy Lạp (1913–1917)

### Cái chết của Georgios I
Sau Chiến tranh Balkan lần thứ nhất kết thúc, năm 1913 với sự thất bại của Đế quốc Ottoman bởi liên quân Hy Lạp, Bulgaria, Serbia và Montenegro. Hy Lạp đã được mở rộng đáng kể lãnh thổ sau cuộc xung đột nhưng bất đồng sớm nảy sinh giữa các cường quốc Đồng minh: Hy Lạp và Bulgaria tranh giành quyền sở hữu Thessaloniki và khu vực xung quanh nó. Vào ngày 18 tháng 3 năm 1913, Quốc vương Georgios I bị ám sát khi đang đi bộ ở Thessaloniki, Macedonia gần Tháp Trắng Thessaloniki bởi Alexandros Schinas. Cái chết của Georgios I sau đó đã được thông báo cho hầu hết các thành viên trong Vương thất Hy Lạp và Sophie chịu trách nhiệm báo tin này cho mẹ chồng, cựu Vương hậu Olga. 

### Vương hậu Hy Lạp (Nhiệm kỳ đầu tiên)
Sau khi Georgios I mất vào ngày 18 tháng 3 năm 1913, cùng ngày hôm đó Vương Thái tử Konstantinos kế vị ngai vàng với vương hiệu Konstantinos I của Hy Lạp. Tương tự, Sophie cũng trở thành vương hậu Hy Lạp. Những ngày đầu trong triều đại của Konstantinos I đã nhanh chóng hứng chịu cuộc xung đột diễn ra vào tháng 6 năm 1913 Chiến tranh Balkan lần thứ hai nổ ra do sự phân chia của Macedonia giữa các đồng minh cũ của cuộc xung đột đầu tiên, tuy nhiên trong cuộc chiến này Hy Lạp đã dành chiến thắng và uy tính của Sophie và chồng bà từ đó cũng gia tăng đáng kể.
Khi Chiến tranh thế giới thứ nhất bùng nổ vào ngày 4 tháng 8 năm 1914 Sophie đang ở Anh tại Eastbourne cùng với một số người con của bà trong khi ở Athens, Konstantinos I và Công chúa Helen là những thành viên vương thất duy nhất đang có mặt tại đó khi Thế chiến thứ nhất bùng nổ vì vậy bà đã nhanh chóng trở lại Hy Lạp trong khoảng thời gian này. Ở Châu Âu, lần lượt các quốc gia lớn mạnh tham gia vào cuộc xung đột và Hy Lạp chính thức tuyên bố trung lập, Vương hậu Sophie và Đức vua nhận thức được rằng Hy Lạp đã bị suy yếu bởi các cuộc Chiến tranh Balkan và không sẵn sàng tham gia vào một cuộc xung đột mới, tuy nhiên Thủ tướng Eleftherios Venizelos lại cho rằng nền chính trị mới của Hy Lạp đang ở trong tình trạng bấp bênh vì vậy Hy Lạp phải tham gia vào chiến tranh. Hơn nữa, Đế quốc Ottoman, Bulgaria và thậm chí cả Romania đã liên kết với Đức, nếu Đức thắng trong cuộc chiến đồng nghĩa Hy Lạp sẽ phải trả giá. Mọi chuyện trở nên phức tạp khi Triple Entente tham gia vào Chiến dịch Gallipoli vào tháng 2 năm 1915. Vì muốn giải phóng người dân Hy Lạp ở Tiểu Á khỏi ách thống trị của Ottoman, Konstantinos I lúc đầu đã sẵn sàng hỗ trợ Đồng minh và đưa đất nước của mình vào cuộc chiến.Tuy nhiên, ông đã vấp phải sự phản đối, những người này đe dọa sẽ từ chức nếu Hy Lạp tham chiến. Mặc dù, các đồng minh của Hy Lạp luôn cố gắng thúc giục nước này tham gia vào cuộc chiến với những lợi thế vô cùng to lớn, nhưng ở một khía cạnh nào đó Konstantinos I lại mong muốn Hy Lạp sẽ là một nhà nước trung lập trong trận chiến này.
Trong một số người trong nền chính trị Hy Lạp vào thời điểm đó dường như đã có ý định không tin tưởng vào vị trí dẫn đầu của Konstantinos I khi Hy Lạp phải tham gia Thế chiến thứ nhất. Có lẽ vì về Konstantinos I, ông là người từng được giáo dục ở Đức, lớn lên như một người Đức và vô cùng ngưỡng mộ anh trai của vợ, Hoàng đế Wilhelm II. Do đó, Konstantinos I bị truất quyền. Vào ngày 25 tháng 5 năm 1916, khi chính phủ vương thất Hy Lạp của Athens cho phép đầu hàng Pháo đài Roupelcho người Đức và các đồng minh Bulgaria. Quân đội Đức-Bulgaria sau đó tiến hành chiếm hầu hết miền đông Macedonia mà không gặp phải sự kháng cự nào, dẫn đến cuộc tàn sát người dân Hy Lạp ở đó. Hành động này dẫn đến sự bùng nổ cuộc nổi dậy của các sĩ quan Quân đội Venizelist ở Thessaloniki và việc thành lập Chính phủ Quốc phòng Lâm thời dưới sự bảo trợ của Entente để chống lại chính phủ của Konstantinos I.
Sau sự kiện này, Konstantinos I bị ốm nặng, nguyên nhân được cho là bị viêm màng phổi nhưng quần chúng Hy Lạp lại tin vào một tin đồn được lan truyền bởi Eleftherios Venizelos nói rằng ''Nhà vua không bị bệnh mà thực chất là bị thương bằng dao của Sophie trong một cuộc tranh cãi mà cô muốn buộc ông ra trận cùng với anh trai mình''. Ở một số người khác lại nói rằng ''Vương hậu là một người Đức, và lợi ích của nước Đức được đặt lên trên quốc gia và thực ra bà ấy chưa bao giờ có thiện cảm với người dân Hy Lạp". Và ngay cả khi trong Vương thất Hy Lạp vào thời điểm đó, Sophie cũng bị nghi ngờ do xuất thân của mình, trong một số quyển nhật ký của các thành viên triều đình Hy Lạp từng cho thấy rằng Sophie từng trốn sau bức màn của chồng trong các cuộc hợp, tuy nhiên điều này vẫn chưa thể kết luận chắc chắn. 
Trong suốt những năm Châu Âu rơi vào chiến tranh, thái độ trung lập của Konstantinos I đã bị những người chống đối triều đình Hy Lạp cho rằng, nhà vua của họ đã âm thầm có những thư từ bí mật qua lại với người Đức, và thậm chí trước đó Đức đã từng đề nghị bảo vệ và an ninh cho người dân Hy Lạp sống ở Ottoman trong và sau chiến tranh, đổi lại Hy Lạp sẽ giữ thái độ trung lập. Hơn thế nữa khoảng thời gian năm 1915 đến 1916, tình hình chính trị Hy Lạp tương đối là bị chia rẽ bởi hai phe đối lập. Những người ủng hộ cựu thủ tướng lâm thời Venizelos đã có một cuộc đảo chính quân sự nổ ra ở Thessaloniki và nhanh chóng thành lập Chính phủ Quốc phòng lâm thời ở Hy Lạp để tuyên chiến với Liên minh Trung tâm, cuối cùng chính phủ này đã giành được quyền kiểm soát một nửa đất nước khởi đầu cho Chủ nghĩa phân biệt quốc gia, một sự phân chia xã hội lớn ở Hy Lạp giữa những người ủng hộ Venizelos và chống lại đã gây ra những hậu quả lớn trong nền chính trị Hy Lạp và Venizelos đã công khai yêu cầu Konstantinos I thoái vị. Hạm đội  Pháp-Anh chiếm vịnh Salamis đã gây áp lực lên những người sống ở Athens. Việc phong tỏa người dân và khó khăn chồng chất ở Athens đã khiến cho nạn đói bắt đầu hình thành, trong tình hình này Sophie đã tham gia phân phát 10.000 suất ăn mỗi ngày, cũng như quần áo, chăn màn, thuốc men và sữa cho trẻ em. Vào thời điển Pháp bắn phá cung điện hoàng gia ở Athens, Sophie và các con của bà đã phải sống ẩn náo trong các tầng hầm của cung điện, trong khi Aristide Briand đề nghị phế truất Konstantinos I và thay thế bằng em trai của ông, Vương tử George, tuy nhiên, Nga và Ý từ chối can thiệp vì lo ngại yêu sách của Hy Lạp đối với Tiểu Á và mối quan hệ huyết thống giữa Konstantinos I và Nikolai II của Nga.

### Cuộc thoái vị đầu tiên
Cuộc cách mạng Nga (1917) lật đổ vương triều của Nicholai II, Konstantinos I và Sophie đã mất đi những người ủng hộ cuối cùng. Vào ngày 10 tháng 6 năm 1917 Charles Jonnart đã yêu cầu Chính phủ Hy Lạp tước bỏ ngai vàng nhà vua của họ với lời đe dọa xâm lược của 10.000 quân ở Piraeus, do đó Konstantinos I đã từ bỏ quyền lực để ủng hộ con trai thứ hai của mình, Vương tử Alexander (sau là Alexandros I của Hy Lạp). Vào ngày 11 tháng 6, gia đình  của Sophie bí mật rời khỏi Cung điện Hoàng gia và tiếp đó là từ cảng Oropos, lên đường lưu vong, và đây cũng như là lần cuối cùng bà được gặp mặt người con trai thứ, Vương tử Alexander, vì sau này khi Konstantinos I trở lại nắm quyền họ đã bị cấm mọi liên lạc giữa Quốc vương trị vì với phần còn lại của gia đình họ.

## Những năm lưu vong

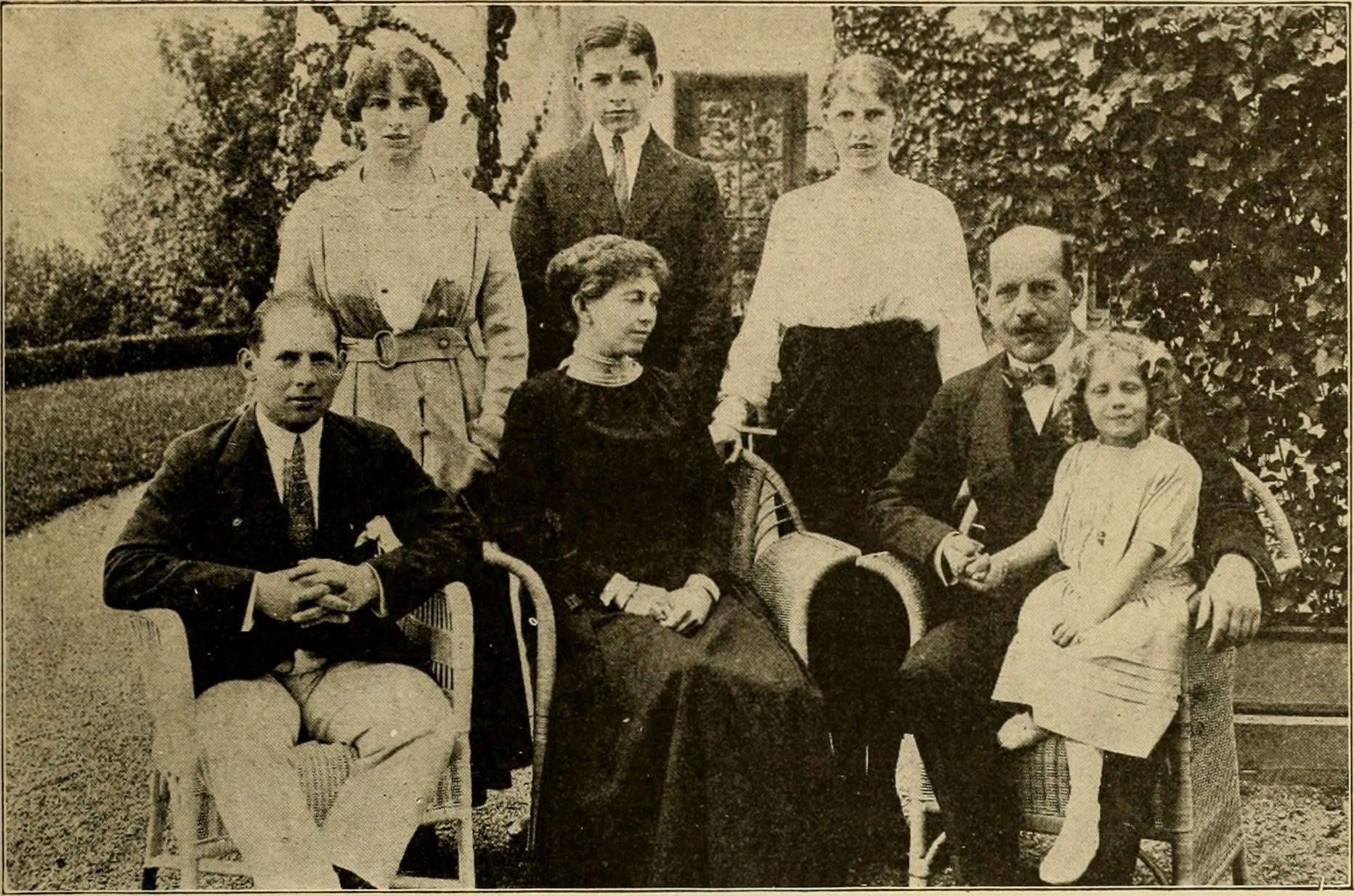
Ảnh chụp gia đình trong những năm sống lưu vong: từ trái sang; Thái tử Georgios, Vương hậu, Quốc vương và ngồi cùng là Công chúa Katherine; Công chúa Helene (đứng trái), Vương tử Pavlos và Công chúa Irene (đứng phải)

Sau khi Konstantinos I thoái vị cả gia đình bà vượt qua biển Ionia và định cư ở Thụy Sĩ, trong khoảng thời gian này tình hình tài chính của gia đình của bà rất bấp bênh và dường như những thành viên khác trong gia đình Vương thất Hy Lạp ngay tại thời điểm này cũng đã rời Hy Lạp và đang định cư ở nước ngoài ngay sau khi chính quyền của Venizelos trở lại, thêm thế nữa cựu Quốc vương Konstantinos I mắc phải dịch cúm Tây Ban Nha vào 1918 và sút cận kề cái chết. Sophie có một tình cảm đặc biệt hơn dành cho con trai Alexander, bà đã rất buồn khi chính phủ Hy Lạp do Venizelos nắm quyền đã ngăn cấm mọi liên lạc giữa bà và con trai, ngay cả khi bà gọi cho Alexander cũng bị các người hầu xung quanh ngăn cấm. Vào ngày 11 tháng 11 năm 1918, Chiến tranh thế giới thứ nhất chấm dứt, trên thực tế Hy Lạp đã gặp hái được những lợi ích đáng kể từ cuộc chiến này nhưng điều này vẫn không thể xoa dịu được mối căn thẳng giữa triều đình Hy Lạp với chính phủ.
Vào ngày 19 tháng 10 năm 1920, Vương thất Hy Lạp báo tin rằng, Quốc vương Alexander đã bị một con khỉ nuôi cắn và đang hôn mê gọi mẹ trên giường bệnh nhưng bất chấp điều này chính phủ Hy Lạp từ chối cho phép Sophie trở lại Hy Lạp, ngay sau đó bà đã đích thân cầu xin chính phủ và sau vài ngày đàm phán họ đã đồng ý nhưng với điều kiện đó sẽ là Ogla, bà nội của Quốc vương trở lại Hy Lạp, tuy nhiên do chậm trễ Alexander đã chết trước vài giờ trước khi Ogla đến. Hai ngày sau, hài cốt của Alexander được chôn cất trong hầm mộ hoàng gia Tatoi và do lệnh cấm túc chỉ có Ogla là  thành viên duy nhất trong gia đình tham dự tang lễ và khi nhận được tin này Sophie được cho là vô cùng đau khổ và thất vọng.
Sau cái chết của Alexander, tại Athens nền quân chủ của họ khủng hoảng thể chế nghiêm trọng, Venizelos lo sợ rằng Konstantinos I sẽ được phục hồi ngai vàng để ngăn cơ hội này chính phủ đã đưa quyền kế vị ngai vàng cho Vương tử Pavlos, con trai thứ ba của Konstantinos I, tuy nhiên ông đã từ chối kế vị và chỉ thực hiện trừ khi có một cuộc trưng cầu dân ý. Song, sự trở lại của những người theo chủ nghĩa quân chủ nắm quyền trở lại đất nước đã khiến cho việc từ chức hàng loạt của những người từng làm viêc cho chính quyền Venizelos, thủ tướng mới của đất nước Dimitrios Rallis lên nắm quyền đã bổ nhiệm Olga nắm quyền nhiếp chính cho đến khi con trai bà trở về.

## Hồi phục vương quyền

### Vương hậu Hy Lạp (1920 – 1922)

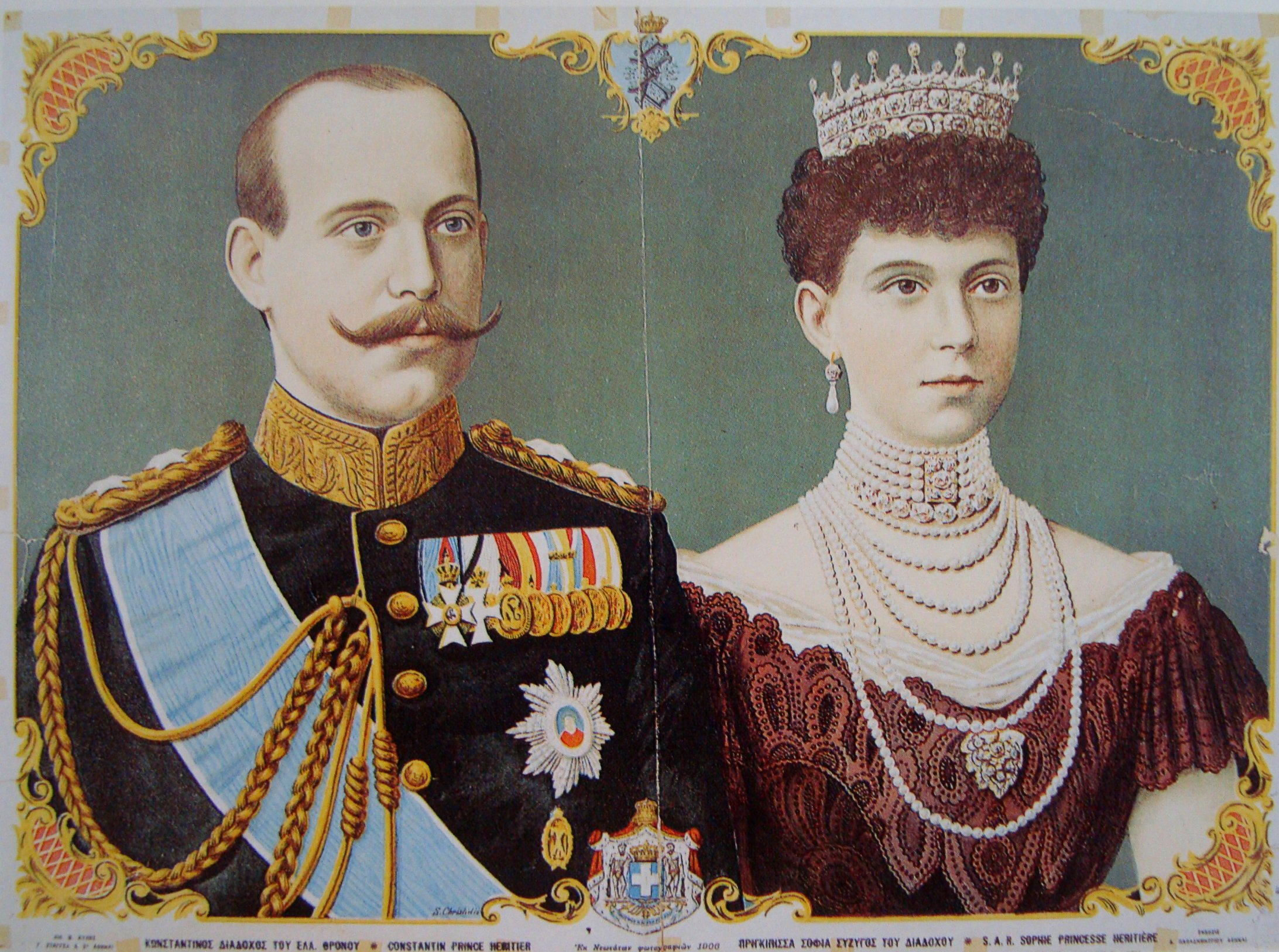
Konstantinos I và Vương hậu Sophie bởi họa sĩ Sotiris Christidis.

Cựu Quốc vương Konstantinos I và cựu Vương hậu Sophie đặt chân đến Athens vào ngày 19 tháng 12 năm 1920, những người dân tập hợp đông đảo khắp mọi nơi trên đường phố Athens, và chân dung của Venizelos đã được kéo xuống thay thế vào đó là chân dung của Konstantinos I. Sophie cùng gia đình bà đã xuất hiện trên ban công của cung điện hoàng gia để vẫy tay chào những người ủng hộ vương thất. Tuy nhiên, những người ủng hộ Venizelos vẫn còn đông đảo ở Athens và họ đã tụ tập thành một cuộc biểu tình lớn trên khắp thủ đô. Sự trở lại trị vì của Konstantinos I và gia đình ông không hoàn toàn mang lại sự bình yên cho cả vương quốc, vì thực tế các đồng minh cũ của Hy Lạp đa phần đều không có ác cảm tốt đẹp với Konstantinos I và Sophie, thậm chí kể từ năm 1919 khi chiến tranh Hy Lạp-Thổ Nhĩ Kỳ diễn ra, Hy Lạp hoàn toàn không nhận được sự ủng hộ nào từ các cường quốc châu âu thời bấy giờ. Vào tháng 3 năm 1921, Konstantinos I đổ bộ vào Anatolia (Tiểu Á) và đích thân chỉ huy Trận Kütahya-Eskişehir để đánh chiếm thủ đô  Ankara. Tuy nhiên, kế hoạnh này chỉ đem lại chiến thắng cho Hy Lạp trong giai đoạn đầu và cuộc Cách mạng ngày 11 tháng 9 năm 1922 bởi các sĩ quan trong quân đội của chính quyền Venizelos đã tuyên bố Nhà vua như một nguyên nhân gây ra thất bại đã buộc Konstantinos lại thoái vị vào ngày 27 tháng 9 năm 1922, sau đó được kế vị bởi con trai cả của ông, Vương tử Georgios (Georgios II).

## Lưu vong lần thứ hai

### Những ngày cuối cùng ở Athens
Để đảm bảo cho sự tồn tại cho triều đại, cả gia đình Sophie đã chọn cách lưu vong, ngoại trừ người con trai trưởng hiện đã là Georgios II, vào ngày 30 tháng 10 năm 1922, gia đình bà rời khỏi Hy Lạp bằng con thuyền hơi nước định cư ở Palermo. Tuy nhiên, những thành viên vương thất còn lại ở Athens vẫn đang trong tình trạng đáng lo ngại, cuối năm 1922 phiên tòa Athens đã phán án hành huyết và xử tử cho tất cả các quan chức chịu thất bại về quân đội Hy Lạp ở Tiểu Á, vào thời điểm này em trai của Konstantinos I là Vương tử Andreas cũng bị chính quyền đe dọa nhưng đến tháng 12 năm 1922, ông bị giảm án từ tử hình xuống lưu đày.

### Góa phụ
Vì mối quan tâm đến sức khỏa của cựu Quốc vương Konstantinos I, Sophie quyết định chuyển đến Florence. Tuy nhiên, cựu quốc vuơng đã chết trước vài ngày vì xuất huyết não, sau cái chết của chồng, Sophie muốn hài cốt của ông được chôn cất như bao vị vua Hy Lạp khác tại Cung điện Tatoi của vuơng thất nhưng vấp phải lời từ chối từ chính phủ Hy Lạp. Mặc dù, Konstantinos I là cha của quốc vương hiện tại của Hy Lạp vào thời điểm đó nhưng, Georgios II đã không làm gì được để phản khán lại chính phủ, và thực tế tình hình nền quân chủ ở Hy Lạp ngày càng bấp bênh trong những năm cuối cùng đến buộc Georgios II phải lưu vong ở Romania vài tháng sau cái chết của cha ông. Ngày 25 tháng 3 năm 1924, một nền cộng hòa đã được thành lập ở Hy Lạp và và các thành viên khác của Vương thất Hy Lạp bị tước quốc tịch Hy Lạp, tuy nhiên, tất cả các thành viên vẫn được ban tước vị Công chúa/Vương tử của Vương thất Đan Mạch kể từ khi Georgios I là một thành viên của Đan Mạch lên ngôi Hy Lạp vào năm 1863 và được cha ông, Quốc vương Christian IX của Đan Mạch cấp hộ chiếu cho tất cả các hậu duệ hợp pháp của ông.

## Cuối đời
Từ năm 1930, sức khỏe của Sophie giảm sút rõ rệt, bà bị chuẩn đoán là bệnh ung hư giai đoạn cuối và phải ở bệnh viện Frankfurt am Main điều trị. Sau lễ đón năm mới năm 1932, sức khỏe của bà giảm sút nhanh chóng và mất trong bệnh viện vào ngày 13 tháng 1 năm 1932, dưới sự chứng kiến của các con bà.Thi thể của bà trước đó được đặt tại Lâu đài Friedrichshof và chôn cất tại Nhà thờ Chúa giáng sinh và Thánh Nicholas, Firenze, nơi trước đây cũng từng chôn cất chồng bà, Konstantinos I và mẹ chồng là Olga Constantinovna của Nga. Cuối cùng, cả ba bộ hài cốt đã được chuyển đến Cung điện Tatoi ở Hy Lạp vào tháng 11 năm 1936, một năm sau khi chế độ quân chủ Hy Lạp được khôi phục.
| Nhà thờ Chúa giáng sinh và Thánh Nicholas, nơi đặt thi thể của Sophie | Một phần của Cung điện Tatoi | Mộ của Konstantinos I của Hy Lạp, Sophie của Phổ và Alexander I của Hy Lạp trong lăng Cung điện Tatoi. |

## Tước hiệu
- 4 tháng 6 năm 1870 –  9 tháng 3 năm 1888: Her Imperial Highness Hoàng tôn nữ Điện hạ Sophie của Phổ và Đức
- 9 tháng 3 năm 1888 –  27 tháng 10 năm 1889: Her Imperial Highness Hoàng nữ Điện hạ Sophie của Phổ và Đức
- 27 tháng 10 năm 1889 – 18 tháng 3 năm 1913: Her Royal Highness Vương Thái tử Phi Sophie của Hy Lạp Điện hạ
- 18 tháng 3 năm 1913 – 11 tháng 6 năm 1917: Vương hậu Bệ hạ
- 11 tháng 6 năm 1917 – 19 tháng 12 năm 1920: Thái hậu Bệ hạ[67]
- 19 tháng 12 năm 1920 – 27 tháng 9 năm 1922: Vương hậu Bệ hạ
- 27 tháng 9 năm 1922 – 25 tháng 3 năm 1924: Thái hậu Bệ hạ[68]
- 25 tháng 3 năm 1924 –  13 tháng 1 năm 1932: Sophie, Vương tử phi Đan Mạch

## Gia phả
| \| \| \| \| \| \| \| \| \| \| \| \| \| \| 16. Friedrich Wilhelm II của Phổ \| \| \| \| \| \| \| \| \| \| \| \| \| \| \| \| \| \| \| \| \| \| \| \| \| \| \| \| \| \| \| \| \| \| \| \| \| \| \| \| \| \| \| \| \| \| \| \| \| \| \| \| \| \| \| \| \| \| \| \| 8. Friedrich Wilhelm III của Phổ[69] \| \| \| \| \| \| \| \| \| \| \| \| \| \| \| \| \| \| \| \| \| \| \| \| \| \| \| \| \| \| \| \| \| \| \| \| \| \| \| \| \| \| \| \| \| \| \| \| \| \| \| \| \| \| \| \| \| \| \| \| \| \| \| \| \| \| \| \| \| \| \| \| 17. Friederike Luise xứ Hessen-Darmstadt \| \| \| \| \| \| \| \| \| \| \| \| \| \| \| \| \| \| \| \| \| \| \| \| \| \| \| \| \| \| \| \| \| \| \| \| \| \| \| \| \| \| \| \| \| \| \| \| \| \| \| \| \| \| \| \| \| \| \| \| \| \| \| \| \| \| \| \| \| \| \| \| 4. Wilhelm I của Đức[70] \| \| \| \| \| \| \| \| \| \| \| \| \| \| \| \| \| \| \| \| \| \| \| \| \| \| \| \| \| \| \| \| \| \| \| \| \| \| \| \| \| \| \| \| \| \| \| \| \| \| \| \| \| \| \| \| \| \| \| \| \| \| \| \| \| \| \| \| \| \| \| \| 18. Karl II xứ Mecklenburg \| \| \| \| \| \| \| \| \| \| \| \| \| \| \| \| \| \| \| \| \| \| \| \| \| \| \| \| \| \| \| \| \| \| \| \| \| \| \| \| \| \| \| \| \| \| \| \| \| \| \| \| \| \| \| \| \| \| \| \| \| \| \| \| \| \| \| \| \| \| \| \| 9. Louise xứ Mecklenburg-Strelitz[69] \| \| \| \| \| \| \| \| \| \| \| \| \| \| \| \| \| \| \| \| \| \| \| \| \| \| \| \| \| \| \| \| \| \| \| \| \| \| \| \| \| \| \| \| \| \| \| \| \| \| \| \| \| \| \| \| \| \| \| \| \| \| \| \| \| \| \| \| \| \| \| \| 19. Friderike Caroline Luise xứ Hessen-Darmstadt \| \| \| \| \| \| \| \| \| \| \| \| \| \| \| \| \| \| \| \| \| \| \| \| \| \| \| \| \| \| \| \| \| \| \| \| \| \| \| \| \| \| \| \| \| \| \| \| \| \| \| \| \| \| \| \| \| \| \| \| \| \| \| \| \| \| \| \| \| \| \| \| 2. Friedrich III của Đức \| \| \| \| \| \| \| \| \| \| \| \| \| \| \| \| \| \| \| \| \| \| \| \| \| \| \| \| \| \| \| \| \| \| \| \| \| \| \| \| \| \| \| \| \| \| \| \| \| \| \| \| \| \| \| \| \| \| \| \| \| \| \| \| \| \| \| \| \| \| \| \| 20. Carl August xứ Sachsen-Weimar-Eisenach \| \| \| \| \| \| \| \| \| \| \| \| \| \| \| \| \| \| \| \| \| \| \| \| \| \| \| \| \| \| \| \| \| \| \| \| \| \| \| \| \| \| \| \| \| \| \| \| \| \| \| \| \| \| \| \| \| \| \| \| \| \| \| \| \| \| \| \| \| \| \| \| 10. Carl Friedrich xứ Sachsen-Weimar-Eisenach[71] \| \| \| \| \| \| \| \| \| \| \| \| \| \| \| \| \| \| \| \| \| \| \| \| \| \| \| \| \| \| \| \| \| \| \| \| \| \| \| \| \| \| \| \| \| \| \| \| \| \| \| \| \| \| \| \| \| \| \| \| \| \| \| \| \| \| \| \| \| \| \| \| 21. Luise xứ Hessen-Darmstadt \| \| \| \| \| \| \| \| \| \| \| \| \| \| \| \| \| \| \| \| \| \| \| \| \| \| \| \| \| \| \| \| \| \| \| \| \| \| \| \| \| \| \| \| \| \| \| \| \| \| \| \| \| \| \| \| \| \| \| \| \| \| \| \| \| \| \| \| \| \| \| \| 5. Augusta của Sachsen-Weimar-Eisenach[70] \| \| \| \| \| \| \| \| \| \| \| \| \| \| \| \| \| \| \| \| \| \| \| \| \| \| \| \| \| \| \| \| \| \| \| \| \| \| \| \| \| \| \| \| \| \| \| \| \| \| \| \| \| \| \| \| \| \| \| \| \| \| \| \| \| \| \| \| \| \| \| \| 22. Pavel I của Nga \| \| \| \| \| \| \| \| \| \| \| \| \| \| \| \| \| \| \| \| \| \| \| \| \| \| \| \| \| \| \| \| \| \| \| \| \| \| \| \| \| \| \| \| \| \| \| \| \| \| \| \| \| \| \| \| \| \| \| \| \| \| \| \| \| \| \| \| \| \| \| \| 11. Mariya Pavlovna của Nga[71] \| \| \| \| \| \| \| \| \| \| \| \| \| \| \| \| \| \| \| \| \| \| \| \| \| \| \| \| \| \| \| \| \| \| \| \| \| \| \| \| \| \| \| \| \| \| \| \| \| \| \| \| \| \| \| \| \| \| \| \| \| \| \| \| \| \| \| \| \| \| \| \| 23. Sophie Dorothee xứ Württemberg \| \| \| \| \| \| \| \| \| \| \| \| \| \| \| \| \| \| \| \| \| \| \| \| \| \| \| \| \| \| \| \| \| \| \| \| \| \| \| \| \| \| \| \| \| \| \| \| \| \| \| \| \| \| \| \| \| \| \| \| \| \| \| \| \| \| \| \| \| \| \| \| 1. Sophie của Phổ \| \| \| \| \| \| \| \| \| \| \| \| \| \| \| \| \| \| \| \| \| \| \| \| \| \| \| \| \| \| \| \| \| \| \| \| \| \| \| \| \| \| \| \| \| \| \| \| \| \| \| \| \| \| \| \| \| \| \| \| \| \| \| \| \| \| \| \| \| \| \| \| 24. George III của Liên hiệp Anh \| \| \| \| \| \| \| \| \| \| \| \| \| \| \| \| \| \| \| \| \| \| \| \| \| \| \| \| \| \| \| \| \| \| \| \| \| \| \| \| \| \| \| \| \| \| \| \| \| \| \| \| \| \| \| \| \| \| \| \| \| \| \| \| \| \| \| \| \| \| \| \| 12. Edward của Liên hiệp Anh và Hannover[72] \| \| \| \| \| \| \| \| \| \| \| \| \| \| \| \| \| \| \| \| \| \| \| \| \| \| \| \| \| \| \| \| \| \| \| \| \| \| \| \| \| \| \| \| \| \| \| \| \| \| \| \| \| \| \| \| \| \| \| \| \| \| \| \| \| \| \| \| \| \| \| \| 25. Charlotte xứ Mecklenburg-Strelitz \| \| \| \| \| \| \| \| \| \| \| \| \| \| \| \| \| \| \| \| \| \| \| \| \| \| \| \| \| \| \| \| \| \| \| \| \| \| \| \| \| \| \| \| \| \| \| \| \| \| \| \| \| \| \| \| \| \| \| \| \| \| \| \| \| \| \| \| \| \| \| \| 6. Victoria I của Liên hiệp Anh[72] \| \| \| \| \| \| \| \| \| \| \| \| \| \| \| \| \| \| \| \| \| \| \| \| \| \| \| \| \| \| \| \| \| \| \| \| \| \| \| \| \| \| \| \| \| \| \| \| \| \| \| \| \| \| \| \| \| \| \| \| \| \| \| \| \| \| \| \| \| \| \| \| 26. Franz I xứ Sachsen-Coburg-Saalfeld (= 28) \| \| \| \| \| \| \| \| \| \| \| \| \| \| \| \| \| \| \| \| \| \| \| \| \| \| \| \| \| \| \| \| \| \| \| \| \| \| \| \| \| \| \| \| \| \| \| \| \| \| \| \| \| \| \| \| \| \| \| \| \| \| \| \| \| \| \| \| \| \| \| \| 13. Victoire xứ Sachsen-Coburg-Saalfeld[72] \| \| \| \| \| \| \| \| \| \| \| \| \| \| \| \| \| \| \| \| \| \| \| \| \| \| \| \| \| \| \| \| \| \| \| \| \| \| \| \| \| \| \| \| \| \| \| \| \| \| \| \| \| \| \| \| \| \| \| \| \| \| \| \| \| \| \| \| \| \| \| \| 27. Auguste Reuß xứ Ebersdorf (= 29) \| \| \| \| \| \| \| \| \| \| \| \| \| \| \| \| \| \| \| \| \| \| \| \| \| \| \| \| \| \| \| \| \| \| \| \| \| \| \| \| \| \| \| \| \| \| \| \| \| \| \| \| \| \| \| \| \| \| \| \| \| \| \| \| \| \| \| \| \| \| \| \| 3. Victoria Adelaide của Liên hiệp Anh \| \| \| \| \| \| \| \| \| \| \| \| \| \| \| \| \| \| \| \| \| \| \| \| \| \| \| \| \| \| \| \| \| \| \| \| \| \| \| \| \| \| \| \| \| \| \| \| \| \| \| \| \| \| \| \| \| \| \| \| \| \| \| \| \| \| \| \| \| \| \| \| 28. Franz I xứ Sachsen-Coburg-Saalfeld (= 26) \| \| \| \| \| \| \| \| \| \| \| \| \| \| \| \| \| \| \| \| \| \| \| \| \| \| \| \| \| \| \| \| \| \| \| \| \| \| \| \| \| \| \| \| \| \| \| \| \| \| \| \| \| \| \| \| \| \| \| \| \| \| \| \| \| \| \| \| \| \| \| \| 14. Ernst I xứ Sachsen-Coburg và Gotha[72] \| \| \| \| \| \| \| \| \| \| \| \| \| \| \| \| \| \| \| \| \| \| \| \| \| \| \| \| \| \| \| \| \| \| \| \| \| \| \| \| \| \| \| \| \| \| \| \| \| \| \| \| \| \| \| \| \| \| \| \| \| \| \| \| \| \| \| \| \| \| \| \| 29. Auguste Reuß xứ Ebersdorf (= 27) \| \| \| \| \| \| \| \| \| \| \| \| \| \| \| \| \| \| \| \| \| \| \| \| \| \| \| \| \| \| \| \| \| \| \| \| \| \| \| \| \| \| \| \| \| \| \| \| \| \| \| \| \| \| \| \| \| \| \| \| \| \| \| \| \| \| \| \| \| \| \| \| 7. Albrecht xứ Sachsen-Coburg và Gotha[72] \| \| \| \| \| \| \| \| \| \| \| \| \| \| \| \| \| \| \| \| \| \| \| \| \| \| \| \| \| \| \| \| \| \| \| \| \| \| \| \| \| \| \| \| \| \| \| \| \| \| \| \| \| \| \| \| \| \| \| \| \| \| \| \| \| \| \| \| \| \| \| \| 30. August I xứ Sachsen-Gotha-Altenburg \| \| \| \| \| \| \| \| \| \| \| \| \| \| \| \| \| \| \| \| \| \| \| \| \| \| \| \| \| \| \| \| \| \| \| \| \| \| \| \| \| \| \| \| \| \| \| \| \| \| \| \| \| \| \| \| \| \| \| \| \| \| \| \| \| \| \| \| \| \| \| \| 15. Luise Pauline xứ Sachsen-Gotha-Altenburg[72] \| \| \| \| \| \| \| \| \| \| \| \| \| \| \| \| \| \| \| \| \| \| \| \| \| \| \| \| \| \| \| \| \| \| \| \| \| \| \| \| \| \| \| \| \| \| \| \| \| \| \| \| \| \| \| \| \| \| \| \| \| \| \| \| \| \| \| \| \| \| \| \| 31. Luise Charlotte xứ Mecklenburg-Schwerin \| \| \| \| \| \| \| \| \| \| \| \| \| \| \| \| \| \| \| \| \| \| \| \| \| \| \| \| \| \| \| \| \| \| \| \| \| \| \| \| \| \| \| \| \| \| \| \| \| \| \| \| |                                                  |  |  |  |  |  |  |  |  |  |  |  |                                  |  |  |  |
| |                                                  |  |  |  |  |  |  |  |  |  |  |  | 16. Friedrich Wilhelm II của Phổ |  |  |  |
| |                                                  |  |  |  |  |  |  |  |  |  |  |  |                                  |  |  |  |
| |                                                  |  |  |  |  |  |  |  |  |  |  |  |                                  |  |  |  |
| |                                                  |  |  |  |  |  |  |  |  |  |  |  |                                  |  |  |  |
| | 8. Friedrich Wilhelm III của Phổ                 |  |  |  |  |  |  |  |  |  |  |  |                                  |  |  |  |
| |                                                  |  |  |  |  |  |  |  |  |  |  |  |                                  |  |  |  |
| |                                                  |  |  |  |  |  |  |  |  |  |  |  |                                  |  |  |  |
| |                                                  |  |  |  |  |  |  |  |  |  |  |  |                                  |  |  |  |
| | 17. Friederike Luise xứ Hessen-Darmstadt         |  |  |  |  |  |  |  |  |  |  |  |                                  |  |  |  |
| |                                                  |  |  |  |  |  |  |  |  |  |  |  |                                  |  |  |  |
| |                                                  |  |  |  |  |  |  |  |  |  |  |  |                                  |  |  |  |
| |                                                  |  |  |  |  |  |  |  |  |  |  |  |                                  |  |  |  |
| | 4. Wilhelm I của Đức                             |  |  |  |  |  |  |  |  |  |  |  |                                  |  |  |  |
| |                                                  |  |  |  |  |  |  |  |  |  |  |  |                                  |  |  |  |
| |                                                  |  |  |  |  |  |  |  |  |  |  |  |                                  |  |  |  |
| |                                                  |  |  |  |  |  |  |  |  |  |  |  |                                  |  |  |  |
| | 18. Karl II xứ Mecklenburg                       |  |  |  |  |  |  |  |  |  |  |  |                                  |  |  |  |
| |                                                  |  |  |  |  |  |  |  |  |  |  |  |                                  |  |  |  |
| |                                                  |  |  |  |  |  |  |  |  |  |  |  |                                  |  |  |  |
| |                                                  |  |  |  |  |  |  |  |  |  |  |  |                                  |  |  |  |
| | 9. Louise xứ Mecklenburg-Strelitz                |  |  |  |  |  |  |  |  |  |  |  |                                  |  |  |  |
| |                                                  |  |  |  |  |  |  |  |  |  |  |  |                                  |  |  |  |
| |                                                  |  |  |  |  |  |  |  |  |  |  |  |                                  |  |  |  |
| |                                                  |  |  |  |  |  |  |  |  |  |  |  |                                  |  |  |  |
| | 19. Friderike Caroline Luise xứ Hessen-Darmstadt |  |  |  |  |  |  |  |  |  |  |  |                                  |  |  |  |
| |                                                  |  |  |  |  |  |  |  |  |  |  |  |                                  |  |  |  |
| |                                                  |  |  |  |  |  |  |  |  |  |  |  |                                  |  |  |  |
| |                                                  |  |  |  |  |  |  |  |  |  |  |  |                                  |  |  |  |
| | 2. Friedrich III của Đức                         |  |  |  |  |  |  |  |  |  |  |  |                                  |  |  |  |
| |                                                  |  |  |  |  |  |  |  |  |  |  |  |                                  |  |  |  |
| |                                                  |  |  |  |  |  |  |  |  |  |  |  |                                  |  |  |  |
| |                                                  |  |  |  |  |  |  |  |  |  |  |  |                                  |  |  |  |
| | 20. Carl August xứ Sachsen-Weimar-Eisenach       |  |  |  |  |  |  |  |  |  |  |  |                                  |  |  |  |
| |                                                  |  |  |  |  |  |  |  |  |  |  |  |                                  |  |  |  |
| |                                                  |  |  |  |  |  |  |  |  |  |  |  |                                  |  |  |  |
| |                                                  |  |  |  |  |  |  |  |  |  |  |  |                                  |  |  |  |
| | 10. Carl Friedrich xứ Sachsen-Weimar-Eisenach    |  |  |  |  |  |  |  |  |  |  |  |                                  |  |  |  |
| |                                                  |  |  |  |  |  |  |  |  |  |  |  |                                  |  |  |  |
| |                                                  |  |  |  |  |  |  |  |  |  |  |  |                                  |  |  |  |
| |                                                  |  |  |  |  |  |  |  |  |  |  |  |                                  |  |  |  |
| | 21. Luise xứ Hessen-Darmstadt                    |  |  |  |  |  |  |  |  |  |  |  |                                  |  |  |  |
| |                                                  |  |  |  |  |  |  |  |  |  |  |  |                                  |  |  |  |
| |                                                  |  |  |  |  |  |  |  |  |  |  |  |                                  |  |  |  |
| |                                                  |  |  |  |  |  |  |  |  |  |  |  |                                  |  |  |  |
| | 5. Augusta của Sachsen-Weimar-Eisenach           |  |  |  |  |  |  |  |  |  |  |  |                                  |  |  |  |
| |                                                  |  |  |  |  |  |  |  |  |  |  |  |                                  |  |  |  |
| |                                                  |  |  |  |  |  |  |  |  |  |  |  |                                  |  |  |  |
| |                                                  |  |  |  |  |  |  |  |  |  |  |  |                                  |  |  |  |
| | 22. Pavel I của Nga                              |  |  |  |  |  |  |  |  |  |  |  |                                  |  |  |  |
| |                                                  |  |  |  |  |  |  |  |  |  |  |  |                                  |  |  |  |
| |                                                  |  |  |  |  |  |  |  |  |  |  |  |                                  |  |  |  |
| |                                                  |  |  |  |  |  |  |  |  |  |  |  |                                  |  |  |  |
| | 11. Mariya Pavlovna của Nga                      |  |  |  |  |  |  |  |  |  |  |  |                                  |  |  |  |
| |                                                  |  |  |  |  |  |  |  |  |  |  |  |                                  |  |  |  |
| |                                                  |  |  |  |  |  |  |  |  |  |  |  |                                  |  |  |  |
| |                                                  |  |  |  |  |  |  |  |  |  |  |  |                                  |  |  |  |
| | 23. Sophie Dorothee xứ Württemberg               |  |  |  |  |  |  |  |  |  |  |  |                                  |  |  |  |
| |                                                  |  |  |  |  |  |  |  |  |  |  |  |                                  |  |  |  |
| |                                                  |  |  |  |  |  |  |  |  |  |  |  |                                  |  |  |  |
| |                                                  |  |  |  |  |  |  |  |  |  |  |  |                                  |  |  |  |
| | 1. Sophie của Phổ                                |  |  |  |  |  |  |  |  |  |  |  |                                  |  |  |  |
| |                                                  |  |  |  |  |  |  |  |  |  |  |  |                                  |  |  |  |
| |                                                  |  |  |  |  |  |  |  |  |  |  |  |                                  |  |  |  |
| |                                                  |  |  |  |  |  |  |  |  |  |  |  |                                  |  |  |  |
| | 24. George III của Liên hiệp Anh                 |  |  |  |  |  |  |  |  |  |  |  |                                  |  |  |  |
| |                                                  |  |  |  |  |  |  |  |  |  |  |  |                                  |  |  |  |
| |                                                  |  |  |  |  |  |  |  |  |  |  |  |                                  |  |  |  |
| |                                                  |  |  |  |  |  |  |  |  |  |  |  |                                  |  |  |  |
| | 12. Edward của Liên hiệp Anh và Hannover         |  |  |  |  |  |  |  |  |  |  |  |                                  |  |  |  |
| |                                                  |  |  |  |  |  |  |  |  |  |  |  |                                  |  |  |  |
| |                                                  |  |  |  |  |  |  |  |  |  |  |  |                                  |  |  |  |
| |                                                  |  |  |  |  |  |  |  |  |  |  |  |                                  |  |  |  |
| | 25. Charlotte xứ Mecklenburg-Strelitz            |  |  |  |  |  |  |  |  |  |  |  |                                  |  |  |  |
| |                                                  |  |  |  |  |  |  |  |  |  |  |  |                                  |  |  |  |
| |                                                  |  |  |  |  |  |  |  |  |  |  |  |                                  |  |  |  |
| |                                                  |  |  |  |  |  |  |  |  |  |  |  |                                  |  |  |  |
| | 6. Victoria I của Liên hiệp Anh                  |  |  |  |  |  |  |  |  |  |  |  |                                  |  |  |  |
| |                                                  |  |  |  |  |  |  |  |  |  |  |  |                                  |  |  |  |
| |                                                  |  |  |  |  |  |  |  |  |  |  |  |                                  |  |  |  |
| |                                                  |  |  |  |  |  |  |  |  |  |  |  |                                  |  |  |  |
| | 26. Franz I xứ Sachsen-Coburg-Saalfeld (= 28)    |  |  |  |  |  |  |  |  |  |  |  |                                  |  |  |  |
| |                                                  |  |  |  |  |  |  |  |  |  |  |  |                                  |  |  |  |
| |                                                  |  |  |  |  |  |  |  |  |  |  |  |                                  |  |  |  |
| |                                                  |  |  |  |  |  |  |  |  |  |  |  |                                  |  |  |  |
| | 13. Victoire xứ Sachsen-Coburg-Saalfeld          |  |  |  |  |  |  |  |  |  |  |  |                                  |  |  |  |
| |                                                  |  |  |  |  |  |  |  |  |  |  |  |                                  |  |  |  |
| |                                                  |  |  |  |  |  |  |  |  |  |  |  |                                  |  |  |  |
| |                                                  |  |  |  |  |  |  |  |  |  |  |  |                                  |  |  |  |
| | 27. Auguste Reuß xứ Ebersdorf (= 29)             |  |  |  |  |  |  |  |  |  |  |  |                                  |  |  |  |
| |                                                  |  |  |  |  |  |  |  |  |  |  |  |                                  |  |  |  |
| |                                                  |  |  |  |  |  |  |  |  |  |  |  |                                  |  |  |  |
| |                                                  |  |  |  |  |  |  |  |  |  |  |  |                                  |  |  |  |
| | 3. Victoria Adelaide của Liên hiệp Anh           |  |  |  |  |  |  |  |  |  |  |  |                                  |  |  |  |
| |                                                  |  |  |  |  |  |  |  |  |  |  |  |                                  |  |  |  |
| |                                                  |  |  |  |  |  |  |  |  |  |  |  |                                  |  |  |  |
| |                                                  |  |  |  |  |  |  |  |  |  |  |  |                                  |  |  |  |
| | 28. Franz I xứ Sachsen-Coburg-Saalfeld (= 26)    |  |  |  |  |  |  |  |  |  |  |  |                                  |  |  |  |
| |                                                  |  |  |  |  |  |  |  |  |  |  |  |                                  |  |  |  |
| |                                                  |  |  |  |  |  |  |  |  |  |  |  |                                  |  |  |  |
| |                                                  |  |  |  |  |  |  |  |  |  |  |  |                                  |  |  |  |
| | 14. Ernst I xứ Sachsen-Coburg và Gotha           |  |  |  |  |  |  |  |  |  |  |  |                                  |  |  |  |
| |                                                  |  |  |  |  |  |  |  |  |  |  |  |                                  |  |  |  |
| |                                                  |  |  |  |  |  |  |  |  |  |  |  |                                  |  |  |  |
| |                                                  |  |  |  |  |  |  |  |  |  |  |  |                                  |  |  |  |
| | 29. Auguste Reuß xứ Ebersdorf (= 27)             |  |  |  |  |  |  |  |  |  |  |  |                                  |  |  |  |
| |                                                  |  |  |  |  |  |  |  |  |  |  |  |                                  |  |  |  |
| |                                                  |  |  |  |  |  |  |  |  |  |  |  |                                  |  |  |  |
| |                                                  |  |  |  |  |  |  |  |  |  |  |  |                                  |  |  |  |
| | 7. Albrecht xứ Sachsen-Coburg và Gotha           |  |  |  |  |  |  |  |  |  |  |  |                                  |  |  |  |
| |                                                  |  |  |  |  |  |  |  |  |  |  |  |                                  |  |  |  |
| |                                                  |  |  |  |  |  |  |  |  |  |  |  |                                  |  |  |  |
| |                                                  |  |  |  |  |  |  |  |  |  |  |  |                                  |  |  |  |
| | 30. August I xứ Sachsen-Gotha-Altenburg          |  |  |  |  |  |  |  |  |  |  |  |                                  |  |  |  |
| |                                                  |  |  |  |  |  |  |  |  |  |  |  |                                  |  |  |  |
| |                                                  |  |  |  |  |  |  |  |  |  |  |  |                                  |  |  |  |
| |                                                  |  |  |  |  |  |  |  |  |  |  |  |                                  |  |  |  |
| | 15. Luise Pauline xứ Sachsen-Gotha-Altenburg     |  |  |  |  |  |  |  |  |  |  |  |                                  |  |  |  |
| |                                                  |  |  |  |  |  |  |  |  |  |  |  |                                  |  |  |  |
| |                                                  |  |  |  |  |  |  |  |  |  |  |  |                                  |  |  |  |
| |                                                  |  |  |  |  |  |  |  |  |  |  |  |                                  |  |  |  |
| | 31. Luise Charlotte xứ Mecklenburg-Schwerin      |  |  |  |  |  |  |  |  |  |  |  |                                  |  |  |  |
| |                                                  |  |  |  |  |  |  |  |  |  |  |  |                                  |  |  |  |
| |                                                  |  |  |  |  |  |  |  |  |  |  |  |                                  |  |  |  |